# 聖瑪麗 (內布拉斯加州)
聖瑪麗（英語：Saint Mary）是位於美國內布拉斯加州約翰遜縣的非建制地區。

## 歷史
聖瑪麗的郵局於1908年設立，其後於1994年停運。

## 地理
聖瑪麗所處的海拔為高於海平面352米（即1155英呎），而該地所採用的時區為UTC-6，即北美中部时区（CST）。同時該地設有夏令時間，為UTC-6調快一小時，即UTC-5（CDT）。